# Simaoa
Simaoa là một chi nhện trong họ Mysmenidae.